# قطارچیان
قطارچیان محله‌ای است در قسمت جنوب غربی بافت قدیم شهر سنندج  که از سوی غرب به خیابان فردوسی و از سوی جنوب به خیابان کشاورز و مردوخ محدود می‌شود. محلهٔ قطارچیان یکی از محله‌های کهن و بزرگ سنندج است که علاوه بر یک مرکز اصلی دارای دو زیر محله دیگر با مراکز فرعی است. 

## امکانات محله
از تأسیساتی که در این محله قرار گرفته‌اند فضای سبز، اماکن مذهبی، گرمابه، اماکن فرهنگی، دبستان، مدرسهٔ راهنمایی، و مراکز فعالیت‌های جدید مانند اماکن ورزشی، ادارهٔ مخابرات، هتل و تأسیسات پذیرایی و شعبات بانکها ی گوناگون در خیابان‌های این محله می‌توان نام برد.
مراکز اصلی و فرعی این محله از پر رونق‌ترین مراکز در سطح منطقهٔ شهری هستند که به راسته بازار مردوخ و بازارچه وکیل معروف و هر کدام دارای خدمات محله‌ای از جمله قصابی، بقالی، نانوایی، گرمابه، مسجد، شیرینی پزی، لحاف دوزی، خیاطی، فروشندگی کالاهای روزمره و... هستند. کاخ و عمارت و باغ و خندق خسروآباد جنوبی‌ترین بخش محلهٔ قطارچیان محسوب می‌شد که در سال ۱۳۵۴ه ش که خیابان مردوخ ساخته شد بخش شرقی باغ و خندق خسروآباد از بین رفت. حد فاصل باغ خسروآباد تا باغ و عمارت وکیل را زمینهای زراعی و باغ و درخت تشکیل می‌داد. عمارت وکیل از ساختمانهای دورهٔ زندیه است و برابر تاریخ در دورهٔ محمد رشید بیگ وکیل در زمان والی مقتدر کردستان خسرو خان بزرگ پی ریزی شده است. این مجموعه در حال حاضر در بخش شمالی خیابان کشاورز واقع است که در گذشته تفرجگاه مردمان کردستان بوده است.
پشت عمارت وکیل میدانچه‌ای است که به بر مال وه کیل معروف است شامل قهوه‌خانه و دکانهای مختلف مسجد قدیمی و زیبای حاج شیخ محمد باقر غیاثی است که دروازه‌های قدیمی و ساختمان سنتی زیبایی دارد و دارای حیاط پر درختی است.

## وجه تسمیه
پیش از آباد شدن قطارچیان، چون د رآن زمان وسیلهٔ موتوری و خودرو در کار نبود ناچار برای ترابری یابو، قاطر، استر و الاغ کاربرد داشته‌اند و بر این مبتا برخی از مردم آن زمان سنندج برای آسان شدن ترابری کالا و استفاده از کرایه بار برای درآمد خودشان هر کدام دارای کمندها و قطارهای قاطر و یابو و الاغ و استر بوده‌اند؛ که بیشتر آنها آقا محمد شرف و مرحوم آقا خدا کرم گله دار و منزل مشیر دیوان و محمد پری چان بودند. افزون بر اینها خانهٔ بسیاری از اعیان سنندج

## ویژگی‌ها
این محله در جنوب غربی بافت قدیم شهر واقع شده و از سوی شمال به میان قلع، از خاور به خیابان فردوسی، از جنوب به خیابان کشاورز و از باختر به خیابان اردلان و مردوخ محدود که مساحت آن ۳۹۳۹۰۲ متر مربع است.

## جای‌ها
- گذر اصلی و بازارچه.
- مسجد طوبی‌خانم.
- گرمابهٔ طوبی‌خانم.
- خانهٔ وکیل.
- بازارچهٔ وکیل.
- باغ وکیل.
- مسجد وکیل.
- مسجد ملاویسی.
- خانهٔ غیاثی.
- گرمابهٔ شیشه.
- گرمابهٔ وکیل.
- عمارت خسروآباد.
- آرامگاه (شرف الملک) شیخ محمدباقر.
- گورستان (شرف الملک) شیخ محمد باقر.

## محورهای حرکتی محله
تنها محور اصلی محله گذر اصلی مردوخ است که مرکز محله را به سایر محله‌ها و بازار و مسجد جامع پیوند می‌دهد. این محله به دلیل گستردگی زیاد دارای دو مرکز فرعی نیز هست که بر روی تپه‌ای قرار گرفته است. وضعیت تو پو گرافی آن موجب شده است که بیشتر محورهای آن به صورت پله‌ای با پیروی از شیب زمین باشد که خود رفت‌وآمد و دسترسی خودروها را به محله با مشکل روبرو کرده است. این مشکل بیشتر در بخشهای شمالی محله که بافت متراکم و کوچه‌های پرپیچ و خم دارد، محسوس اشت. سایر بخشهای محله دارای بافت نسبتاً بازی است.
همان‌طور که پیشتر اشاره شد، این محله دارای یک مرکز اصلی و دو مرکز فرعی است. مرکز اصلی محله به صورت خطی بر گذر اصلی واقع گردیده است که به راسته بازار قطارچیان معروف است. عناصر محله‌ای آن شامل مساجد، گرمابه همگانی، محل فروش کالاهای روزمره، بقالی، نجاری، خیاطی، لحاف دوزی، حلب سازی، نانوایی و سمساری است.
شعاع کارکرد این مرکز به دلیل مرکزیت آن، علاوه بر ساکنین محله، محلات همجوار را نیز در بر می‌گیرد. محلهٔ قطارچیان دارای دو مرکز فرعی به نامهای بازارچهٔ جلو منزل وکیل السلطان و بازارچه پل ملا ویسی است که اولی به صورت میدانچه جلوی عمارت وکیل السلطان و وکیل الملک قرار گرفته و از فضای‌های خدماتی آن می‌توان به مسجد شیخ محمد باقر، گرمابه وکل و نانوایی و چند بقالی و خرده فروشی اشاره کرد. این بازارچه د رگذشته بسیار آباد و دارای دکانها یی با کالاهای خوب بوده و ارتباطات فضایی آن با مراکز اصلی محله و سایر محلات به وسیلهٔ سه راه ارتباطی منتهی به میدانچه انجام می‌گرفت. بازارچهٔ پل ملاویسی که مجاور مسجد ملا ویسی در امتداد خیابان نصر خسرو فعلی قرار داشت پیش از ساختن خیابان فردوسی درسطح محله کارکرد داشت و حتی به دلیل واقع شد در حاشیه محلهٔ قطارچیان به روستایین پیرامون هم خدماتی ارائه می‌داد.
افزون بر عناصر گفته شده چند عنصر دیگر بیرون از محدودهٔ محلهٔ قطارچیان قرار گرفته‌اند که عبارت اند از:
عمارت خسروآباد
آرامگاه شیخ محمدباقر
گورستان شیخ محمدباقر

## افراد مشهور
- سراج‌الدین بناگر